# غاري سوتو
غاري سوتو (بالإنجليزية: Gary Soto)‏ هو كاتب للأطفال وكاتب أمريكي، ولد في 12 أبريل 1952 في فريسنو في الولايات المتحدة.

## وصلات خارجية
- الموقع الرسمي